# Giulia (film)
Pour les articles homonymes, voir Giulia et Julia.
Pour plus de détails, voir Fiche technique et Distribution.
Giulia est  un film franco-italien réalisée par Roy Stuart sorti en 1999.

## Fiche technique
- Titre original : Secrets d'adolescentes
- Titre international : Le segrete esperienze di Luca e Fanny
- Réalisation : Roy Stuart
- Scénario : Roy Stuart, Joseph Simas
- Société de production : C.I.C.
- Société de distribution :
- Pays d'origine :  France /  Italie
- Langue d'origine : français
- Lieu de tournage :
- Genre : drame
- Durée : 85 minutes (1 h 25)
- Dates de sortie :
  - Italie : 1999

## Distribution
- Anna Bielska : Helena
- Genevieve Essesse : la petite amie
- Tina Aumont : la mère
- Christine Donval : la sœur
- Pascal Mufflet : le professeur de Théâtre
- Alessandro Corsini : le professeur de Danse
- Alejandro Gagossian : Eric
- Dominique Llorens : la racaille
- Joseph Simas : le dragueur
- Jerzy Karpisz : le clown
- Sonia Bielska : la fille dans le parc
- Carole Duchez : la danseuse
- Isabelle Helleux : la danseuse
- Corinne Hubert : la danseuse
- Melinda Kolasa : la danseuse